# Tippi, Etiopia
Tippi este un oraș din Etiopia. În 2005 avea 19.231 de locuitori.